# Het beest in Daisy
Het beest in Daisy is de debuutroman van de Nederlandse auteur Cindy Hoetmer, uitgebracht in 2005.
Het boek gaat over Daisy Steenhuys, een jonge vrouw die op zelfzuchtige, egoïstische mannen valt. Ze heeft haar eerste vriend, Jay, als ze leerling is van een Amsterdams gymnasium. Hij brengt haar in aanraking met drugs. Jaren later heeft ze een seksuele relatie met de succesvolle televisieproducent Philip F. Springer, bijgenaamd Het Beest. Hij introduceert haar in de luxueuze wereld van de rijken. De voornamen van de hoofdpersonages Daisy en Jay komen overeen met die van Daisy Buchanan en Jay Gatsby uit The Great Gatsby van de Amerikaanse schrijver F. Scott Fitzgerald.

## Personages

### Hoofdpersonages
- Daisy Steenhuys, ik-verteller, 32 jaar, boekhoudster in de ziektewet
- Colette Dingemans, dochter van rijke diamanthandelaar, beste en enige vriendin van Daisy, klasgenote uit de Montessorischool, thans journaliste voor damesbladen.
- Jay, eigenlijk Jeroen, schoolgenoot op het Montessori en eerste vriendje van Daisy, uit haar leven verdwenen toen hij 17 was.
- Philip F. Springer, bijgenaamd Het Beest, succesvol televisieproducent, getrouwd met Anna en vader van twee kinderen.
- Karrie, kraker (ex?) van Jay.
- Paultje Poeier, 25, drugsdealer voor wie Jay als bezorger werkt.

### Bijpersonages
- Sander, na een relatie van drie jaar de ex-vriend van Daisy.
- Joost, werkgever van Daisy.
- Frank, vriend van Colette, fotograaf geworden na cum laude natuurkunde te hebben gestudeerd. Kent Colette sinds ze samen op reportage zijn gestuurd.
- Gijs Steenhuys, 1944-1990, vader van Daisy, huisschilder en verbouwer.
- ma Steenhyus, moeder van Daisy, heeft kapsalon aan huis.
- Leny Dingemans, moeder van Colette.
- Herman Dingemans, vader van Colette, sinds zijn pensioen een succesvol belegger.
- Tante Na, buurvrouw van Daisy, had sigarenwinkel en is nu barvrouw in een bordeel.
- Roxane, dochter van Na en dus buurmeisje van Daisy, escortmeisje.
- Antoinette, voormalig huisgenote van Daisy.
- Zelda, door Springer voor Daisy ingehuurde chauffeur van privé-limousine.
- Joey, van hanekam voorzien bandlid uit Jay's band The Motherfucking Motherfuckers.

## Inhoud
Eén van de vroegste herinneringen van Daisy is dat ze door haar moeder naar het stamcafé van haar ouders gestuurd werd om sigaretten te halen. Daar treft ze haar vader, die aan het biljarten is. Zonder moeder erbij ontstaat er een soort vertrouwelijk gesprek, waarbij haar vader uitlegt dat haar moeder wel klaagt dat ze nooit iets leuks doen, maar zelf nergens zin in heeft. Als meisje werd Daisy door haar Russische moeder gekleed als een soort dirndl, waardoor ze op de Montessorischool nogal uit de toon viel. De eerste jaren wordt ze dan ook genegeerd en dat verandert pas als een nieuwe klasgenote, Colette Dingemans, Daisy als vriendin uitkiest. Opeens is Daisy de rechterhand van het populairste meisje van de klas. Daisy en Colette gaan samen naar het gymnasium. Ziet Colette er op haar twaalfde al uit als zestien, Daisy is heel wat kinderlijker en braver. In de derde klas ontluikt haar interesse in jongens. De leerlingen zijn verdeeld in drien groepen: de Alternatieven, waaronder Jay, de Modieuzen zoals Colette en daartussen in de neutrale Non-descripten.
Daisy heeft een oogje op Jay. Op een dag gaan ze samen na school naar een park, waar Jay op een bankje en joint bouwt, waarbij Daisys handpalm als tafelblad dient. Daisy wordt er misselijk van en geeft over. Op een middag gaan ze spijbelen en krijgt Daisy de eerste liefdeskus van haar leven in een coffeeshop in het centrum. Met de tram gaat Daisy naar huis, waar haar moeder jarig is. Daisy heeft een erg afstandelijke relatie met haar moeder. Na het begroeten van de visite krijgt ze telefoon van Colette, die wil weten waarom Daisy heeft gespijbeld. Ook spreekt ze het vermoeden uit dat Jay hasj gebruikt, wat Daisy niet wil toegeven: de eerste keer dat ze niet oprecht is tegenover Colette.
Jay blijft steeds vaker weg van school en komt Daisy op een dag per bakfiets ophalen. In het park deelt hij mede met een groep een pand te gaan kraken. Hij toont haar het nogal haveloze pand nabij het Centraal Station. Op een dag geeft Jay Daisy een leren jas, waarmee ze er ineens uitziet als een Alternatief. Daarom heeft ze de jas alleen na school aan. In het kraakpand maakt Daisy kennis met de Duitse Anita, een ex-junkie van in de veertig. Daisy mag haar niet erg. In het pand heeft Daisy voor de eerste keer seks, met Jay.
Jay speelt gitaar en zingt Daisy toe: 'Daisy, Daisy, without you I go crazy.' Zijn punkband The Motherfucking Motherfuckers treedt op en Daisy neemt Colette mee ernaartoe. Een succes wordt het niet, Colette en een punkmeisje raken slaags. Als Colette het feest heeft verlaten, bedenkt Daisy zich dat ze bij haar zou blijven slapen, maar blijft nu bij Jay. Diens matras is te klein voor twee, zodat ze wakker blijft zitten.
Haar ouders gaan samen drie weken naar Spanje en geven Daisy vierhonderd gulden om van te leven, die ze in een zak van haar leren jas bewaart. 'In plaats van op het strand zou ik dus drie weken op Jay liggen.' Ze overweegt haar vriendschap met Colette, die volgens haar zelf geen pieken en dalen kent en voornamelijk met Daisy bevriend is om zo eens wat ellende mee te maken. Zelfs op wereldreis heeft Colette nog niks meegemaakt. Jay gaat voor coffeshop De Jungle in de kelder Purple Haze verbouwen, met grote lampen. Het verblijf in het kraakpand begint zijn sporen na te laten: Daisy begint er net zo muf en onfris uit te zien als de andere krakers. Op school zou ze bij de Alternatieven moeten gaan staan, maar aangezien Jay niet meer naar school komt kent ze daarvan niemand, dus zet ze zich in haar eentje aan een tafeltje tussen de Non-descripten. Als Daisy de scheikundeles wordt uitgezet omdat ze weigert haar jas uit te doen, blijft ook zij weg van school.
Daisy en Jay gaan naar een feest van kraakster Karrie, die een kamer bewoont zo groot als een klaslokaal. Vooraf heeft ze van Jay een 'bommetje' gehad, een pakje speed die ze ineens moet doorslikken. Het wordt haar eerste ervaring met speed. Op het feest vertelt de bekakte Jakko dat zowel hij als Jay ex-en van Karrie zijn. Door de drugs wordt Daise de volgende dag pas in de avond wakker. Daisy gebruikt nu vaker speed en raakt eraan gewend dat de kater pas twee dagen later komt, met eenmaal als effect een schoonmaakaanval waarbij Daisy het hele kraakpand heeft gereinigd.
Op een dag zit Paul in de keuken, een dealer voor wie Jay pakjes bezorgt. Hij laat haar kennismaken met cocaïne en neemt haar mee naar een band in de Poptempel, waar het lijkt alsof hij iedereen kent. Terloops bedenkt Daisy dat haar ouders inmiddels allang van hun vakantie terug moeten zijn en geen idee hebben waar ze uithangt. Ze geniet als ze zich voorstelt welke indruk haar afwezigheid moet maken, in contrast met de onopvallendheid van haar aanwezigheid. Als de muziek en de kleuren haar overweldigen, vertrekt ze zonder Paul gedag te zeggen. In het kraakpand helpt Daisy Karrie met het bij elkaar nieten van het gestencilde Kraakorgaan, een informatiebulletin voor de kraakbeweging. De volgende dag spreekt ze bezorgd met Jay of hun dagelijkse inname van speed hen niet in junkies zal veranderen.
Aangezien Jay de wietplantage heeft opgezet zonder overleg met de andere bewoners, zijn deze geschrokken van de hoge energierekening. Er volgt een bespreking die erop uitdraait dat de plantage per direct weg moet en bovendien twijfelen de bewoners of de politieke motieven om te kraken wel aanwezig zijn bij het duo. Daisy ontdekt dat haar geld uit haar leren jas is gestolen en weet meteen dat Jay het heeft. Als ze hem van diefstal beschuldigt, krijgt ze klappen.
Als Karrie en Hans zien hoe Jay Daisy heeft toegetakeld worden ze het zat. Paul, Karrie en Daisy gaan snuiven in coffeeshop Het eind van de wereld. Anita en Hans besluiten Daisy eruit te zetten, na haar ruzie met Jay. Ze gaat naar Colette en haar van diens moeder Leny dat haar vader onlangs is overleden aan longkanker. Als ze naar Daisys moeder gaan, wil die haar dochter niet zien.
Jaren later is Daisy de boekhouder van een klein bedrijf en heeft zich ziek gemeld op de dag dat haar vriend Sander aankondigt dat de relatie voorbij is. 's Avonds gaat ze uit met Colette en maakt bij een presentatie in de mediawereld kennis met de succesvolle, bekende televisieproducent Philip F. Springer, met wie ze dezelfde nacht het bed deelt. Springer is heel anders dan haar eerdere vriendjes: ouder dan Daisy, succesvol en initiatiefrijk. Op zijn suggestie wordt Daisy Springers maîtresse.
Onder het mom overspannen te zijn loopt Daisy in de ziektewet. De arts raadt haar eerst een maand rust aan. Ze werkt mee aan een reportage van Colette, die haar onder allerlei namen al vaker heeft opgevoerd. Op de middelbare school lachten ze om iedereen die niet uit Amsterdam kwam, maar nu heeft Colette een vriend, Frank, die uit een poenerig dorp aan de Noord-Hollandse kust komt en dus rijke ouders heeft.
Op een dag is er een feest in de tv-studio's. Springer laat Daisy met een limousine ophalen, maar geeft haar op het feest geen aandacht omdat hij steeds in gesprek is met tal van bekende Nederlanders. Uit verveling belt Daisy Frank maar op of die ook wil komen. Samen dansen ze op het feest, maar als Springer Frank heeft bedreigd wil hij weg.
Hoewel Colette altijd heel populair was op school is ze nu alweer tijden vrijgezel en begint wanhopig te worden. Als ze samen een terrasje pakken, verwijt ze Daisy dat die steeds maar op foute mannen valt, eerst Jay, dan Sander en nu weer Springer. Haar verjaardag viert Colette in een bar die ze heeft uitgekozen op de gezellige gordijntjes en pluche. Het gaat echter om een bordeel, waar Daisy's vroegere buurvrouw tante Na achter de bar staat. Een van de verjaardagsgasten, Sterre, is zwanger, waardoor Daisy geschokt raakt dat haar kennissen inmiddels kinderen krijgen.
Joost, de werkgever van Daisy, komt langs om zich erover te beklagen dat hij haar moet doorbetalen terwijl ze volgens hem niks mankeert. Onder meer om dit tegen te spreken vervoegt Daisy zich bij de psycholoog. Het vruchteloze gesprek komt erop neer dat de specialist niet gelooft dat Daisy overspannen is. Hij leekt meer belang te stellen in haar relaties met foute mannen.
Springer heeft aan een Amerikaans tv-station het format van een spelshow verkocht en is nu in Los Angeles om de kwaliteit en vormgeving van het programma te bewaken. Hij belt Daisy met de opdracht ook te komen en regelt een vliegticket. Op het vliegveld van LA wacht een limousine met chauffeur, Zelda. Die brengt haar naar haar hotel en later naar het Beverly Hills Hotel waar Springer een luxueuze suite heeft, waar ze seks hebben.Als Springer later uit eten wil in restaurant Spago laat hij Daisy in de boetiek beneden geschikte kleding aanschaffen en de rekening op zijn hotelkamer zetten. In het protserige restaurant blijkt het niet makkelijk een gespreksonderwerp te vinden: 'Gelukkig hebben we één ding gemeen: televisie. Voor mij van levensbelang als bron van vermaak en ergernis, voor hem een bron van gigantische inkomsten.' Als ze zich laatdunkend uitlaat over Springers nieuwe format, wordt hij kwaad en stuurt haar meteen het restaurant uit.
Buiten blijft ze op Springer wachten, want ze heeft geen geld en geen vervoer. Als hij naar buiten komt, barst ze in tranen uit. Ter verontschuldiging laat hij later nog wel een bos rozen in haar kamer brengen, maar toch rijdt Zelda haar weer naar het vliegveld. Terug in Nederland bezoekt Daisy voor het eerst het graf van haar onlangs overleden vader. Bij wijze van ritueel heeft ze flesjes bier en muziek van André Hazes meegenomen, die ze echter zo hard zet dat de opzichter haar tot stilte komt manen.
Colette neemt Daisy mee naar een feest op een luxueuze boot, waar Colette en Frank de pers vertegenwoordigen. Op het feest komt ze erachter dat het een feest van Springer is, maar omdat de boot is gaan varen kan ze het feest niet verlaten. Springer stelt het gezelschap voor aan zijn vrouw Anna, voor wie Daisy direct sympathie voelt en die helemaal niet zo vulgair is als Daisy zich van de vrouw van een tv-bons had voorgesteld. In een donkere hoek op de boot probeert Springer seks met Daisy te hebben, maar die wenst geen risico te lopen om door Anna betrapt te worden. Als de boot weer aanlegt springt Daisy er als eerste af. Intussen heeft Colette van een uitgever een voorstel gehad om een boek te schrijven over haar vrijgezellenbestaan.
Springer komt voortaan thuis bij Daisy, die tobt dat de relatie geen toekomst heeft. Toch wenst Springer af te spreken in een hotel bij de luchthaven. Daar blijkt dat hij een escort besteld heeft, Daisy's vroegere buurmeisje Roxane. De bedoeling is een nummertje lesbisch terwijl Springer toekijkt. Razend maakt Daisy het uit en vertrekt. Later doet Daisy haar verhaal bij de psycholoog, die vermoedt dat ze Springer zijn lesbische plan wel zal vergeven. Thuis belt ze Joost met het bericht dat ze weer in staat is om te werken, maar helaas is die net failliet gegaan vanwege slechte investeringen in 'kansloze mediabedrijven van pompeuze blaaskaken'. Als Springer langs komt, wordt hij inderdaad vergeven. Hij vraagt haar na te denken over de mogelijkheid SM op hem uit te voeren. Daisy gaat in op het verzoek en takelt hem in een huisje bij de duinen van Bergen toe. Hij is trots op haar.
Op een opening van een tentoonstelling vertelt Daisy Colette dat ze Springer de bons heeft gegeven. Later brengt ze een moeizaam bezoek aan haar jarige moeder. Met Joost gaat ze uit eten in de buurt van diens failliete bedrijf. Joost wordt duikinstructeur in Sharm al Sheik. Later ziet Daisy zichzelf en Springer op de cover van een sensatieblad staan: bij de SM-avond moet een paparazzi-fotograaf hebben meegegluurd.
Colette onthult dat Frank de paparazzi was. Van het aldus verdiende geld is hij een tijd in Argentinië gaan wonen. Colette en Daisy gaan naar een feest in een grachtenpand, gegeven door een Amerikaanse platenbaas die pas in Nederland is. Het blijkt niemand anders dan Jay te zijn, die tegenwoordig weer gewoon Jeroen heet. Hij vertelt dat hij ruzie met Paul kreeg wegens schulden, want Jay verbruikte meer dan hij verdiende. Paul viel daarbij van de trap en vond de dood. Jay en Daisy hebben hem in plastic gewikkeld, in de kelder gelegd en die afgesloten. Daisy herinnert zich hier niets van. Vervolgens ging Jay naar zijn ouders en biechtte alles op. Zij stuurden hem naar Amerika, waar hij een studie volgde. Inmiddels is hij ook getrouwd.

## Omslag
De auteur ontwierp zelf het omslag, waarvoor een door Jacques Lessard gemaakte foto werd gebruikt, die twee honden laat zien op de hondenexpositie Qeulle vie de chien! te Quebec in 2002-2003. Een kleine harige hond met een strikje boven op de kop wordt aangekeken door een enorm beest, kennelijk het beest uit de titel die naar believen kan worden opgevat als Jay, als Springer, of als een voorstelling van de ware aard van Daisy. Ook de auteursfoto op de achterzijde refereert aan beide episodes: de in leer geklede schrijfster houdt een zweepje in de hand, wat verwijst naar de sm-episode met Springer, en poseert tegen de achtergrond van een van graffiti voorziene muur, kennelijk een kraakpand.

## Receptie
Recensent Kees 't Hart van De Groene Amsterdammer looft 'de nu al klassieke zin' waarmee de roman opent: 'Mannen gaan altijd weg.' Televisieproducent Springer is volgens hem een personage 'in wie je met een beetje fantasie John de Mol kunt herkennen.' 't Hart meent dat de roman het midden houdt tussen een satire 'over jonge vrouwen die zich een weg banen naar maatschappelijk geluk' en 'een psychologisch verantwoorde studie over de depressie van een tragische jonge vrouw'.